# Frontalpolymerisation
Frontalpolymerisation (genauer thermische Frontalpolymerisation) ist eine Methode zur Herstellung von Polymeren, die sich dadurch auszeichnet, dass sich die Synthesereaktion in Form einer wandernden Front ausbreitet.
Ausgehend von der ersten Beschreibung des Phänomens, einer sich fortpflanzenden Polymerisationsreaktion ist die wissenschaftliche Untersuchung der Methode, vor allem aufgrund des niedrigen Energieeintrags von wachsendem Interesse. Neben weiteren speziellen Varianten ist die thermische Frontalpolymerisation von radikalischen Polymerisationsreaktionen die wichtigste und am meisten untersuchte. (Überblick zu wissenschaftlicher Literatur zum Thema)

## Schematischer Ablauf einer Frontalpolymerisation
Bei einer Frontalpolymerisation wird in einer Monomerformulierung (Monomer, Initiator, ggf. Lösungsmittel, Additive oder Füllstoffe) an einer Stelle durch einen einmaligen Energieeintrag eine thermische Front erzeugt. Diese pflanzt sich selbstständig im Reaktionsgefäß fort, wobei das gewünschte polymere Produkt entsteht.
Zugrunde liegt der Methode, dass Polymerisationsreaktionen zum Teil stark exotherm ablaufen. Da bei der Polymerisation kleine Monomereinheiten zu Makromolekülen reagieren nimmt die Ordnung im System zu und es ergibt sich in der Gibbs-Helmholtz-Gleichung ein positiver Entropietherm. Da Reaktionen nur ablaufen, wenn die freie Gibbs-Energie negativ ist, kann dies nur durch einen entsprechend hohe Exothermie erreicht werden. Wenn das Setting hinsichtlich Wärmeverluste/abfuhr entsprechend ausgelegt ist, kann eine Reaktion sich selbst erhalten und kontrolliert ausbreiten.